# Tłumaczenie specjalistyczne
Tłumaczenie specjalistyczne (ang. specialized translation) – tłumaczenie tekstów, które wymagają od tłumacza zaawansowanej wiedzy i znajomości terminologii specyficznej dla danej dziedziny. Może obejmować różnorodne typy tekstów, w tym techniczne, naukowe, prawnicze, medyczne, marketingowe czy prasowe, które nie należą do tłumaczeń literackich.  
Słowo „specjalistyczny” odnosi się inaczej do tłumaczy, a inaczej do tekstów. Niektórzy tłumacze zajmują się różnymi dziedzinami (takimi jak prawo, finanse, medycyna lub nauka o środowisku), podczas gdy inni specjalizują się wyłącznie w jednej lub dwóch dziedzinach. Specjalista może tłumaczyć zarówno teksty specjalistyczne, jak i niespecjalistyczne w zakresie tych dziedzin. Tekst do przetłumaczenia jest tekstem specjalistycznym, jeśli jego przetłumaczenie wymaga znajomości dziedziny, która zwykle nie byłaby częścią ogólnej wiedzy tłumacza.
Aby zrozumieć tekst specjalistyczny, który ma zostać przetłumaczony i wykonać tłumaczenie, tłumacz musi znać lub opanować wyspecjalizowaną terminologię potrzebną do tłumaczenia. Wymaga to wysokiego poziomu kwalifikacji, które szczegółowo reguluje norma ISO 17100. Zrozumienie tekstu jest konieczne, ponieważ tłumaczenie nie polega jedynie na zastąpieniu słów w jednym języku słowami w innym. Tłumacze muszą być w stanie zagwarantować, że ich tłumaczenie jest jak najbardziej zbliżone do tekstu w języku oryginalnym. Takiej gwarancji nie mogą udzielić, jeśli nie są w stanie w pełni zrozumieć tego, co autor tekstu chciał przekazać na dany temat.
Oprócz pojęć z danej dziedziny tłumacze muszą znać powiązane terminy w obu językach. W przypadku niektórych języków docelowych konieczne jest stworzenie terminów w dziedzinach, które są nowe dla kultury ich użytkowników.
Tłumacze muszą również opanować typowe rejestry stosowane w każdym z gatunków, z którymi pracują (np. tłumacz prawniczy może zajmować się umowami, orzeczeniami sądowymi, transkrypcjami postępowań sądowych itd.) oraz muszą dostosować rejestr do odbiorców tłumaczenia. Tłumacze powinni mieć obraz tego, kim będą odbiorcy.  

## Tłumacze
Teksty specjalistyczne mogą być tłumaczone zarówno przez tłumaczy specjalistycznych, jak i ekspertów dziedzinowych. Teksty specjalistyczne są bardzo często przeznaczone dla ekspertów (zarówno autor, jak i czytelnicy docelowi są praktykami). Praktyk może odgrywać rolę doradcy, z którym konsultuje się profesjonalny tłumacz, lub rolę recenzenta/redaktora, który czyta ukończone tłumaczenie w poszukiwaniu błędów pojęciowych lub terminologicznych. Zawodowym tłumaczem można zostać w rozumieniu normy ISO 17100: kończąc studia tłumaczeniowe na uczelni wyższej, kończąc studia z innej dziedziny i posiadając przy tym dwuletnie doświadczenie w tłumaczeniu lub posiadając pięć lat doświadczenia w tłumaczeniu.

## Rodzaje tłumaczenia specjalistycznego
Tłumaczenia specjalistyczne mogą dotyczyć bardzo różnych dziedzin. Do rodzajów tłumaczenia specjalistycznego można zaliczyć m.in. tłumaczenie:
- techniczne,
- prawne i prawnicze,
- medyczne,
- naukowe,
- ekonomiczne,
- tekstów politycznych,
- turystyczne,
- marketingowe,
- prasowe,
- audiowizualne,
- lokalizacja gier komputerowych i stron internetowych,
- instytucjonalne,
- środowiskowe,
- poświadczone.

W Polsce tłumaczenia urzędowo poświadczone mogą wykonywać jedynie tłumacze przysięgli oraz konsulowie w polskich placówkach dyplomatycznych. 

## Język specjalistyczny
Teksty specjalistyczne, a tym samym również i ich tłumaczenia, charakteryzują się użyciem języka specjalistycznego. Do elementów identyfikujących język specjalistyczny możemy zaliczyć: obszar jego używania, styl formalny, cel i rezultat posługiwania się nim, określonych użytkowników oraz stopień normalizacji, czyli zdefiniowane normy.
Najważniejszymi cechami języków specjalistycznych są:
- hipotaksa i parataksa (na poziomie syntaktycznym) – łączenie różnych struktur składniowych na podstawie zależności logicznych koordynacji lub subordynacji;
- neutralność (na poziomie stylistycznym) – brak konotacji ekspresywnych, czyli przekazywanie informacji z pominięciem stanu emocjonalnego nadawcy;
- wysokie nasycenie terminologią;
- otwartość leksykonów terminologicznych na zapożyczenia – przyjmowanie terminów, zwłaszcza z języków używanych na całym świecie;
- czerpanie ze źródłosłowia języków klasycznych przy tworzeniu nowych słów
- skłonność do umiędzynarodowienia systemów terminologicznych – tendencja do globalizacji terminologii[7].

### Podobieństwa i różnice
Pomimo odrębnych funkcji język specjalistyczny i język ogólny mają wspólne cechy. Oba te typy opierają się na języku naturalnym, korzystając z jego fundamentalnych elementów, takich jak fonemika, fonetyka, gramatyka i leksyka. Zarówno w języku ogólnym, jak i specjalistycznym, wykorzystywane są te same dźwięki i zasady ich łączenia. Ponadto podstawowe zasady gramatyki są wspólne dla obu typów języków, co oznacza, że oba korzystają z podobnych struktur zdaniowych i reguł gramatycznych. Istnieją również obszary, w których język ogólny i specjalistyczny mają elementy wspólne, takie jak leksyka czy struktury zdaniowe. Zarówno język ogólny, jak i specjalistyczny, służą komunikacji międzyludzkiej, pełniąc rolę narzędzi przekazywania myśli, idei, informacji i wiedzy. Te podobieństwa podkreślają fundamentalną rolę języka w komunikacji oraz jego wszechstronne zastosowanie w różnych kontekstach społecznych i zawodowych.
Język specjalistyczny, mimo że wywodzi się z języka ogólnego, jest od niego znacznie bardziej precyzyjny i zwięzły. Pełni specyficzne funkcje, skupiając się na przekazie wiedzy specjalistycznej. Różni się od języka ogólnego przede wszystkim jednoznacznością terminów i neutralnością stylistyczną, co czyni go narzędziem do komunikacji w obrębie określonych dziedzin wiedzy i techniki. W konsekwencji język specjalistyczny jest kluczowy dla precyzyjnego i efektywnego przekazywania specjalistycznej wiedzy w międzynarodowym kontekście.

## Terminologia
Terminologia to specjalistyczne słownictwo używane w konkretnych dziedzinach wiedzy oraz nauka zajmująca się badaniem i standaryzacją tego słownictwa. Obejmuje zarówno teoretyczne badania, jak i terminografię, czyli tworzenie i opracowywanie zasobów terminologicznych. Terminologia odbiega od leksykografii i leksykologii, jako że obejmuje analizę terminów i pojęć używanych w konkretnych dziedzinach oraz ich wzajemnych relacjach. Leksykografia skupia się na opracowywaniu słownictwa ogólnego, a leksykologia na jego badaniu.  

### Termin
Termin to specjalistyczne słowo lub wyrażenie używane w określonej dziedzinie wiedzy, takiej jak medycyna, prawo, finanse czy technologia. W odróżnieniu od słów języka ogólnego terminy charakteryzują się precyzyjnością i jednoznacznością. Są tworzone celowo przez określone grupy zawodowe, stając się częścią ich systemu terminologicznego. Cechują się dynamicznością i mogą podlegać zmianom na przestrzeni lat, szczególnie w czasach rewolucyjnych zmian. Nowe terminy są regularnie wprowadzane do języka albo w celu wypełnienia luki, która powstaje w wyniku wprowadzenia nowego pojęcia, albo w celu zastąpienia istniejącego, mniej funkcjonalnego terminu. Proces tworzenia terminów może polegać na nadaniu nowego znaczenia słowu występującemu już w języku ogólnym, stworzeniu zupełnie nowych słów i wyrażeń lub zapożyczeniu ich z innych języków.

### Terminologia a tłumaczenie specjalistyczne
Terminologia odgrywa kluczową rolę w tłumaczeniu specjalistycznym, zapewniając dokładność i precyzyjność przekładu, która jest niezbędna w komunikacji w danej dziedzinie. Skuteczne i poprawne wykorzystanie specjalistycznych terminów umożliwia tłumaczom przekazanie dokładnego znaczenia tekstu źródłowego. Jest to szczególnie istotne w takich dziedzinach jak medycyna i prawo, gdzie nieporozumienia mogą prowadzić do poważnych konsekwencji.
Wśród źródeł, z których korzystają tłumacze specjalistyczni przy stosowaniu odpowiedniej terminologii, znajdują się:
- Słowniki jednojęzyczne: słowniki, które wyjaśniają lub definiują znaczenia słów w obszarze jednego języka;
- Słowniki dwujęzyczne: słowniki, które poza definicją słowa, przedstawiają również jego tłumaczenie na dany język;
- Słowniki specjalistyczne: tematyczne słowniki objaśniające terminy z określonych dziedzin. Zazwyczaj zawierają również definicje i przykłady użycia;
- Bazy terminologiczne: elektroniczne bazy danych, w których znajdują się specjalistyczne terminy wraz z ich ekwiwalentem[12]. Bazy terminologiczne mogą zawierać terminy dotyczące różnych dziedzin. Przykładem wielojęzycznej bazy terminologicznej jest IATE (ang. Inter-Active Terminology for Europe), która zawiera terminologię związaną z działalnością Unii Europejskiej oraz dotyczącą różnych tematów związanych m.in. z polityką, ekonomią, prawem i środowiskiem.
- Pamięć tłumaczeniowa: baza danych, w której przechowuje się wcześniej przetłumaczone fragmenty tekstów, dzięki czemu możliwe jest ich ponowne wykorzystanie w przyszłych tłumaczeniach, co zwiększa terminologiczną spójność i efektywność pracy tłumacza.
- Tłumaczenie maszynowe: automatyczne tłumaczenie tekstu przy użyciu oprogramowania komputerowego, które jest szczególnie przydatne w przypadku dużej ilości tekstu, gdzie szybkość i efektywność są kluczowe. Niektóre programy do tłumaczenia maszynowego oferują opcje personalizacji, które zazwyczaj obejmują dodawanie własnych korpusów lub baz terminologicznych[13]. Wyniki tłumaczenia maszynowego często wymagają jednak weryfikacji i korekty przez doświadczonego tłumacza specjalistycznego.
- Fora: tłumacze specjalistyczni korzystają z takich forów jak ProZ.com, gdzie zrzeszają się niezależni tłumacze wyspecjalizowani w różnych dziedzinach. Takie fora są okazją do zadawania pytań na temat specjalistycznych terminów lub problemów związanych z tłumaczeniem w konkretnej dyscyplinie.
- Korpusy oparte na tłumaczeniach: zbiory tekstów, które zawierają oryginalne teksty w jednym języku oraz ich tłumaczenia na inny język. Korpusy umożliwiają tłumaczom analizę kontekstu, w którym występują terminy specjalistyczne i ich tłumaczenia.
- Literatura fachowa: artykuły, książki, raporty naukowe oraz inne materiały, które koncentrują się na określonej dziedzinie wiedzy lub specjalistycznym temacie.
- Kursy i szkolenia: kursy skierowane do tłumaczy, którzy chcą pogłębić swoją wiedzę z danej dziedziny. Zazwyczaj prowadzone przez ekspertów z danej dyscypliny.

## Odbiorcy tłumaczeń specjalistycznych
Tłumacze muszą dostosować tłumaczenie do przyszłych odbiorców tłumaczeń. Odbiorcami mogą być:
Eksperci w danej dziedzinie – tłumaczenia specjalistyczne często są skierowane do osób posiadających zaawansowaną wiedzę, ekspertów.
Osoby posiadające ogólną wiedzę w danej dziedzinie – mogą to być osoby mające pewne pojęcie o danej dziedzinie, ale niebędące specjalistami (np. pacjent, konsument, oskarżony).
Różne grupy czytelników – niektóre tłumaczenia mogą być skierowane do różnych odbiorców, na przykład menedżerów, inżynierów, finansistów, którzy chcą się doinformować w danym temacie.

## Kształcenie tłumaczy specjalistycznych w Polsce
Tłumaczy w Polsce kształci się głównie na kierunkach lingwistyka stosowana oraz na neofilologiach. Kształcenie w tym zakresie odbywa się głównie na studiach magisterskich i podyplomowych, ale również na studiach licencjackich. Pierwsze studia dla tłumaczy w Polsce powstały w latach 1960. w Wyższym Studium Języków Obcych, na bazie którego powstał Instytut Lingwistyki Stosowanej (Uniwersytet Warszawski) w 1972 r.. 
W zakresie kształcenia tłumaczy specjalistycznych w Polsce pięć kierunków w latach 2024–2029 znalazło się w sieci „European Master’s in Translation”, która gromadzi wiodące europejskie ośrodki uniwersyteckie zajmujące się kształceniem tłumaczy:
- Uniwersytet Warszawski, Instytut Lingwistyki Stosowanej – studia stacjonarne II stopnia, kierunek: lingwistyka stosowana, specjalność Przekład i technologie tłumaczeniowe;
- Uniwersytet Adama Mickiewicza w Poznaniu, Wydział Neofilologii we współpracy z Wydziałem Anglistyki – tłumaczenie pisemne i multimedialne; Wydział Anglistyki - tłumaczenie kreatywne i specjalistyczne;
- Uniwersytet Gdański, Wydział Filologiczny, Zakład Anglistyki i Amerykanistyki, Zakład Translatoryki – filologia angielska, specjalność translatoryczna, studia II stopnia;
- Uniwersytet Jagielloński, Katedra Przekładoznawstwa, Wydział Filologiczny – przekładoznawstwo;
- Uniwersytet Komisji Edukacji Narodowej w Krakowie, Instytut Filologii Angielskiej – Filologia angielska: przekładoznawstwo – technologie tłumaczeniowe[16].

## Wybrane czasopisma o tłumaczeniu specjalistycznym
Ważnym źródłem informacji o tłumaczeniach specjalistycznych są czasopisma naukowe, w tym:
- Journal of Specialised Translation(inne języki) (JoSTrans) – wydawane dwa razy do roku przez ZHAW międzynarodowe czasopismo poświęcone różnym aspektom tłumaczeń specjalistycznych, są to m.in. rozważania teoretyczne i metodologiczne, praktyczne zagadnienia dotyczące tłumaczenia, technologie tłumaczeniowe, tłumaczenia medyczne, prawnicze, techniczne, audiowizualne, lokalizacja itd.; do czasopisma jest otwarty dostęp[17]; obecnie redaktor naczelną JoSTrans jest prof. ucz. Łucja Biel[18].

- Lingua Legis – rocznik, w którym publikowane są recenzowane artykuły naukowe z zakresu tłumaczenia prawnego i specjalistycznego; czasopismo objęte jest patronatem Polskiego Towarzystwa Tłumaczy Przysięgłych i Specjalistycznych TEPIS; czasopismo jest wydawane w otwartym dostępie przez Instytut Lingwistyki Stosowanej UW[19]; obecnie redaktor naczelną Lingua Legis jest dr hab. Anna Jopek-Bosiacka[20].